# 1999

1999(천구백구십구)는 1998보다 크고 2000보다 작은 자연수다.

## 수학
- 303번째 소수(素數)다. 앞의 소수는 쌍둥이 소수인 1997, 다음 소수는 2003이다.
- 37번째 중심있는 삼각수다. 앞의 중심있는 삼각수는 1891, 다음은 2110이다.
- {\displaystyle 1999=2^{11}-7^{2}}

## 과학
- NGC 1999: 오리온자리 방향에 있는 반사성운.

## 문화유산
- 대한민국의 보물 제1999호: 대구 동화사 목조아미타여래삼존상

## 작품
- 《1999》: 미국의 가수 프린스의 정규 음반. (1982년 10월 27일 출시)
- 《1999》: 미국의 가수 조이 배드애스의 음반. (2012년 6월 12일 출시)
- 《1999》: 대한민국의 혼성 그룹 코요태의 EP. (2014년 1월 22일 출시)

## 기타
- 연도: 1999년, 기원전 1999년

## 같이 보기
- 1000